# Flavien-Emmanuel Chabanne
Pour les articles homonymes, voir Chabanne.
Flavien-Emmanuel Chabanne, né à Lons-le-Saunier le 22 décembre 1799 et mort à Courlans le 9 juin 1864, est un artiste peintre et graveur français.

## Biographie
Fils de Marie-Magdeleine Julien et de l'ingénieur des ponts et chaussées Victor Chabanne, Flavien-Emmanuel entre à l'école des beaux-arts de Lyon dirigée alors par le peintre Pierre Révoil, une ville dans laquelle il expose dès 1826. Il réside au 8 de la rue Désirée — à la fin des années 1830, son adresse lyonnaise communiquée au Salon mentionne le 30 de la rue Saint-Marcel.
Chabanne expose au Salon de Paris à partir de 1831, des portraits en miniatures, composés sur ivoire. Il y revient régulièrement jusqu'en 1837, pour des formats similaires. Il effectue des séjours réguliers à Paris, 9 rue de Cléry, proposant via la presse de peindre des portraits en miniatures.
C'est au début de ces mêmes années, qu'il se lance dans la production d'eaux-fortes. Son portrait-paysage représentant son ami le graveur Balthazar Jean Baron et une vue de Fourvière, date de 1831 ; celui de son autre ami Robert-Dumesnil, pour le frontispice du monumental recueil des Peintres-graveurs date de 1837.
Pour son œuvre peint et dessiné, Chabanne n'a pas produit que des portraits en miniatures, il est l'auteur, relativement méconnu, de marines, de paysages et de grands portraits.
Selon le Bénézit, il vendit sa collection de gravures en 1858 et exposait encore à Lyon en 1859.
Marié à Marie-Anne Germain, il meurt le 9 juin 1864 à Courlans.

## Conservation
- Musée des Arts décoratifs de Lyon
- Musée de la Miniature de Montélimar
- Museum Briner und Kern (Winterthour)
- Musée national de Cracovie
- Cincinnati Art Museum[10]

## Galerie

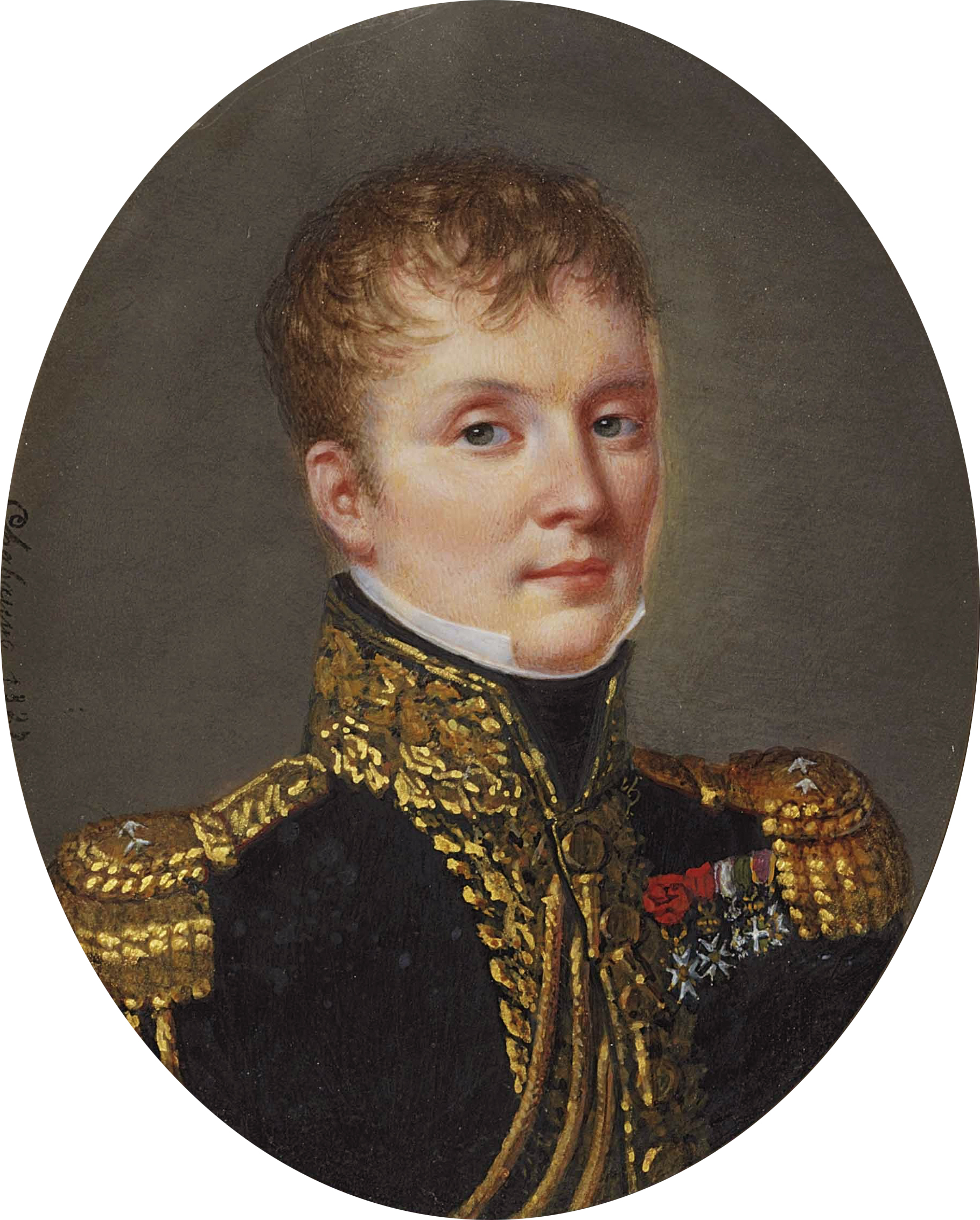
Prince Amédée de Broglie (1827), miniature sur ivoire.
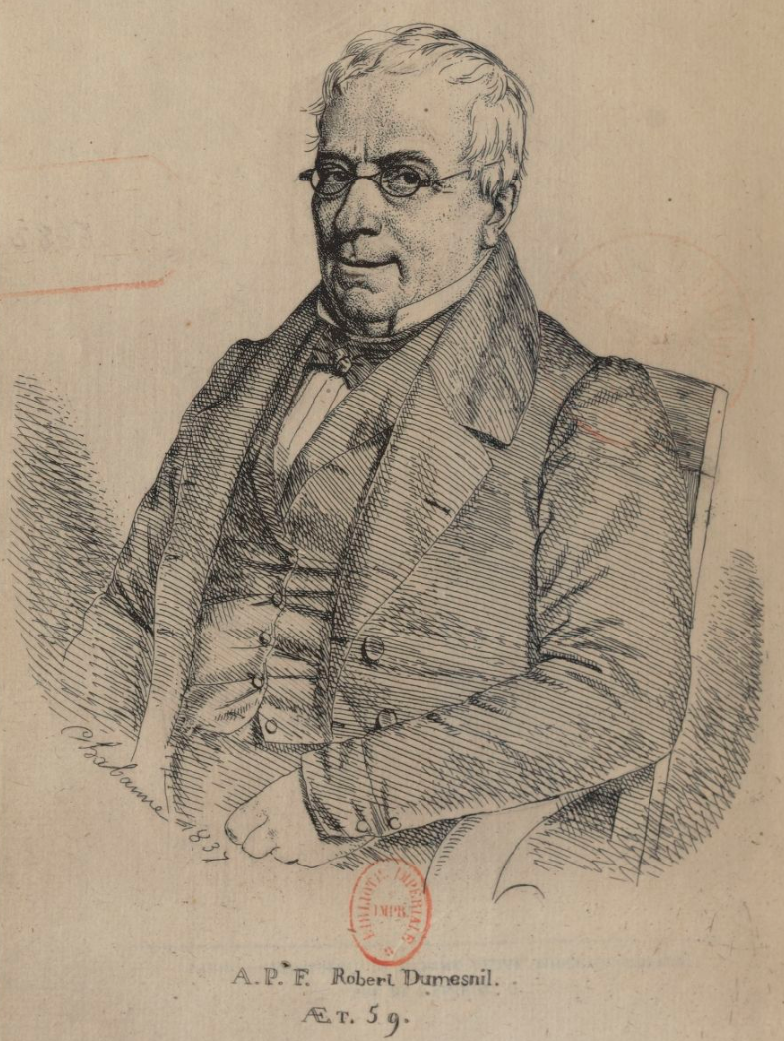
Portrait de Robert-Dumesnil (1837), eau-forte.
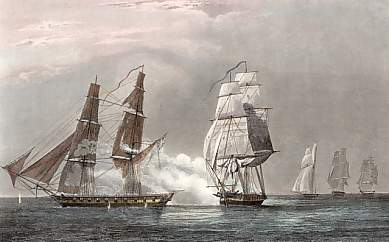
Combat du Renard contre le Swallow (1841), gravure en couleurs d'après Paris, non localisée